# Smlouva z Hünkâr-İskelesi
Smlouva z Hünkâr-İskelesi (také Ünkar-Iskelessi) představuje dohodu o spojenectví Ruska a Turecka, uzavřenou 8. července 1833
na istanbulském předměstí Hünkâr-İskelesi. Následovala po rusko-turecké válce v období 1829–1833.

## Pozadí
Egyptský paša Muhammad Alí vedl Egypt k bojům o vymanění se z područí Osmanské říše sultána Mahmuta II. V druhé polovině roku 1831 usiloval paša o zvýšení vlivu a převzetí moci nad Palestinou, Sýrií a Arábií. Snadno zneškodnil turecké vojenské jednotky a ohrozil samotný Istanbul. Britové a Francouzi stáli na egyptské straně, naopak ruský car Mikuláš I. Pavlovič poskytl armádu, aby podpořila Turecko. Tato akce byla hlavní příčinou následné mírové smlouvy z května 1833, která vzala Muhammadovi Alímu krátkou kontrolu nad Sýrií a Arábií.

## Obsah smlouvy
8. července 1833 podepsalo Rusko a Turecko dohodu o spojenectví v Hünkâr-İskelesi. V ní se obě strany zavázaly poskytnout si vzájemnou pomoc při napadení území třetí stranou. V tajném oddílu smlouvy však bylo Turecko vyňato z povinnosti poskytnout vojenské jednotky; namísto toho přislíbilo uzavřít úžiny Bospor a Dardanely pro cizí lodě s výjimkou Ruska.
Velká Británie a Francie byly podezřívány z uzavření smlouvy[kým?], v důsledku obavy volného pohybu ruského loďstva skrze úžiny. Rusko-turecká dohoda však nebyla nikdy uskutečněna a nahradila ji Londýnská konvence o Úžinách z roku 1841.